# Дикань, Василий Павлович
Василий Павлович Дикань — советский хозяйственный, государственный и политический деятель.

## Биография
Родился в 1905 году в украинской семье. Член ВКП(б) с 1951 года.
С 1922 года — на хозяйственной, общественной и политической работе. В 1922—1962 гг. — ученик школы фабрично-заводского обучения, рабочий на железнодорожной станции, токарь на электромеханическом заводе, во время Великой Отечественной войны в эвакуации, токарь на заводе в городе Барнауле, токарь Харьковского тракторного завода имени Орджоникидзе.
Избирался депутатом Совета Национальностей Верховного Совета СССР 3-го, 4-го и 5-го созывов. Избран в Совет Национальностей Верховного Совета СССР 5-го созыва от Харьковского избирательного округа № 46 Украинской ССР; член Бюджетной комиссии Совета Национальностей.